# ハロウィーン・タウンへようこそ
「ハロウィーン・タウンへようこそ」（原題: This Is Halloween）は、アメリカ合衆国の作曲家であるダニー・エルフマンによって書かれた楽曲で、1993年に公開されたミュージカルアニメーション映画『ナイトメアー・ビフォア・クリスマス』の主題歌。映画の公開および楽曲の発表から20年後にBillboard Hot 100で初登場41位、全英シングルチャートで初登場14位を記録した。
2006年にはマリリン・マンソンやパニック!アット・ザ・ディスコによるカバー版が発表された。
2023年に発売されたコンピューターゲーム『ロケットリーグ』ではサウンドトラックの1つとして使用された。

## 曲の構成
「ハロウィーン・タウンへようこそ」は、ピアノ、ストリング・セクション、木管楽器、金管楽器、カウベル、タンバリン、シロフォン、バンジョーで構成されるオーケストラによって演奏され、映画に登場する架空の町ハロウィーン・タウンの住人たちがボーカル・パートを担当する。作家のデヴィッド・ベンチュラは著書『Film Music in Focus』の中で、複数のアーティストが同時に歌うパートが多く含まれていながら、それぞれが常に約2オクターブの異なるボーカルラインを歌っていることについて言及した。
曲はCマイナーのキーで始まり、4分の4拍子かつ中庸な速度で演奏が始まり、2拍ごとにアクセントが付けられている。ジャーナリストのヘレナ・アスプルーは、このアレンジについて「曲に堂々とした行進曲のような性質を与えている」と述べた。アメリカの雑誌『ビルボード』のロブ・レドンは、本作を「聖歌のような」曲と説明している。曲全体でスタッカートが付加された4分音符と8分音符が多く使用されている。アスプルーはイントロの弦楽合奏で「はっきりと聞こえる」ものとし、「曲の残りのパートで不気味な印象を持たせる」と述べた。イントロに続くコーラスは、「This is Halloween（これがハロウィーン）」のチャントが特徴となっている。曲はGマイナーを経てコーラスでA♭マイナーに転調し、その終盤で一時的に4分の3拍子に変化する。
1曲を通して、エルフマンは歌詞とメインのメロディの中で反復が使用されている。ヴァンパイアのパートではテンポが下げられ、アスプルーはこのテンポの変化について「曲にまたひとつ不気味な性質を生み出す」と述べた。本作におけるフルートとブラス・セクションのアルペッジョについて「魔女や死体の破壊的な性質を描く」ように演奏されていると述べた。

## 評価
エンターテイメント雑誌『エンターテインメント・ウィークリー』のメアリー・ソロシは、映画『ナイトメアー・ビフォア・クリスマス』における2番目に優れた曲に本作を挙げ、同じく『エンターテインメント・ウィークリー』のダレン・フラニックは本作を「熱狂的な賛歌」「10月讃歌」と称した。
2021年にエルフマンは本作について「映画が公開された時、私は2日間に及ぶ販促行事に参加したんだけど、どのインタビューも必ずと言っていいほど「子どもにとっては怖すぎるのでは？」という質問から始まった。（中略）だから数年が経って復活して、世界中にいる家族づれと会って、4歳の子供たちが『クリスマスって?』や『ハロウィーン・タウンへようこそ』を聴くようになったことを本当に幸せに思うよ。第2の人生のようなもので、彼らが間違っていたことの証明にもなる」と語っている。

## クレジット（オリジナル版）
※出典
演奏
- シチズンズ・オブ・ハロウィーン – 合唱
- クリス・ボードマン – 指揮者

制作
- ダニー・エルフマン – 作詞、作曲、プロデュース
- スティーヴ・バーテク – オーケストレーション
- マーク・マン – 追加のオーケストレーション
- ボブ・バダミ – サウンドエディター、アソシエイト・プロデューサー
- リチャード・クラフト – アソシエイト・プロデューサー
- ロバート・フェルナンデス – レコーディング・エンジニア
- ショーン・マーフィー – レコーディング・エンジニア、ミキシング
- ビル・ジャクソン – レコーディング・エンジニア（ボーカル）
- マイク・ピエルサンテ – アシスタント・レコーディング・エンジニア
- シャロン・ライス – アシスタント・レコーディング・エンジニア
- アンディ・ベース – アシスタント・レコーディング・エンジニア
- ビル・イージーストーン – アシスタント・レコーディング・エンジニア
- デイヴ・コリンズ – マスタリング、サウンドエディター
- レティシア・ロジャース – アシスタント・サウンドエディター

## カバー

### マリリン・マンソンによるカバー
マリリン・マンソンによるカバー版は、2006年10月24日に発売された『ナイトメアー・ビフォア・クリスマス オリジナル・サウンドトラック スペシャル・エディション』にボーナス・トラックとして収録された。このカバー版は、2008年9月に発売されたコンピレーション・アルバム『ナイトメアー・リヴィジテッド』にも収録された。
『ポップマターズ』は、「マンソンはティム・バートンの熱狂的な名作『ナイトメアー・ビフォア・クリスマス』からのこの曲に手を付け、かなり不気味なものに仕上げた」とし、このカバー版について肯定的な見解を示した。音楽雑誌『オルタナティヴ・プレス』は、映画『ナイトメアー・ビフォア・クリスマス』の劇中歌の「重要なカバー」の1つとして挙げ、「ハロウィンの気分にさせるために必要な不気味さを完璧なレベルで持つ」カバーと称した。
アメリカの雑誌『ビルボード』のRock Digital Song Salesでは最高位50位を記録した。

#### クレジット（マリリン・マンソン版）
※出典
- マリリン・マンソン – ボーカル、プロデュース、ミキシング
- ティム・スコルド – プログラミング、プロデュース、ミキシング
- スティーブン・マーカソン – マスタリング

#### 認定（マリリン・マンソン版）
| 国/地域                          | 認定 | 認定/売上数 |
| -------------------------------- | ---- | ----------- |
| アメリカ合衆国 (RIAA)            | Gold | 500,000     |
| 認定のみに基づく売上数と再生回数 |      |             |

### パニック!アット・ザ・ディスコによるカバー
マリリン・マンソンと同様に、パニック!アット・ザ・ディスコによるカバー版も2006年10月24日に発売された『ナイトメアー・ビフォア・クリスマス オリジナル・サウンドトラック スペシャル・エディション』にボーナス・トラックとして収録された。パニック!アット・ザ・ディスコによる録音作業はラスベガスにあるライアン・ロスの自宅で行なわれ、その後オーケストラの録音作業がニューヨークにあるレガシー・レコーディング・スタジオ、ミキシングがニューヨークにあるアバター・スタジオで行なわれた。ブレンドン・ユーリーは、『激ロック』の取材であの曲をカバーするのはとても楽しかったよ。"NIGHTMARE BEFORE CHRISTMAS"もその作曲家のDANNY ELFMANも大ファンだからね。フルオーケストラでレコーディングしたのも初めてだったしと語っている。
オーケストラアレンジと指揮、プロデュースを手がけたロブ・メイセスは、2008年に発売の2作目のスタジオ・アルバム『プリティ。オッド。』からバンドの最終作となった2022年に発売の7作目のスタジオ・アルバム『ヴィヴァ・ラス・ヴェンジャンス』までの6作の制作にも携わった。
音楽雑誌『オルタナティヴ・プレス』は、映画『ナイトメアー・ビフォア・クリスマス』の劇中歌の「重要なカバー」の1つとして挙げ、「おだやかで不気味かつ魅惑的なバージョン」と称した。ウェブサイト『Collider』のアンドレア・ゴメスは、映画『ナイトメアー・ビフォア・クリスマス』の劇中歌のカバーから「最高の8曲」をランク付けし、パニック!アット・ザ・ディスコによるカバー版を7位に挙げた。

#### クレジット（パニック!アット・ザ・ディスコ版）
※出典
- パニック!アット・ザ・ディスコ – 演奏、プロデュース
  - ライアン・ロス – ボーカルアレンジ
  - ブレンドン・ユーリー – ボーカルアレンジ
- ロブ・メイセス – プロデュース、オーケストラアレンジ、指揮者
- マーク・マンデルバウム – レコーディング・エンジニア（オーケストラ）
- アレックス・ヴェンゲル – アシスタント・エンジニア（オーケストラ）
- サンドラ・パーク – コンサートマスター、オーケストラ・コントラクター
- マイク・キャスティール – 写譜
- ローリ・キャスティール – 写譜
- クリス・ショー – ミキシング

### その他のアーティストによるカバー
2011年に発売されたヴィジュアル系のアーティストによるディズニー音楽のカバー・アルバム『V-ROCK Disney』には、Sadieによるカバー版が収録された。
2020年のハロウィンにVimeoでストリーミング配信されたディズニー・ミュージック・グループ主催の慈善公演では、出演者によって歌唱された。
2022年10月15日、アワー・ラスト・ナイトが公式YouTubeチャンネルでカバー演奏を公開した。

## チャート成績
| チャート (2022年 - 2023年)       | 最高位 |
| -------------------------------- | ------ |
| カナダ (Canadian Hot 100)        | 45     |
| Global 200 (Billboard)           | 61     |
| ハンガリー (Single Top 40)       | 36     |
| アイルランド (IRMA)              | 39     |
| スウェーデン (Sverigetopplistan) | 94     |
| UK シングルス (OCC)              | 14     |
| US Billboard Hot 100             | 41     |